# Řád Rámy
Řád Rámy celým názvem Ctihodný řád Rámy (thajsky: เครื่องราชอิสริยาภรณ์อันมีศักดิ์รามาธิบดี) je nejvyšší thajské vojenské vyznamenání. Založeno bylo roku 1918. Udíleno je příslušníkům ozbrojených sil a policie. Uděleno může být také zahraničním hlavám států, které jsou zároveň příslušníky ozbrojených sil.

## Historie
Rytířské řády byly evropskou tradicí nikoliv thajskou. Od středověku až do konce 18. století siamští králové udíleli namísto řádů oceněným osobám dary, například drahocenné zbraně. Pro ocenění příslušníků armády existovalo několik druhů řetězů (například řetěz devíti drahokamů), které byly udíleny velitelům za jejich vítězství. V polovině 19. století ustanovil thajský král Ráma V. první systém thajských řádů podle evropského vzoru. Nadále však v Thajsku neexistoval vojenský řád.
V roce 1917 se Thajsko přidalo na stranu spojenců bojujících v první světové válce a 22. července téhož roku vyhlásilo válku Rakousko-Uhersku, Německu a Osmanské říši. V roce 1918 Thajsko vyslalo své jednotky do Francie. Řád Rámy byl založen dne 22. července 1918 thajským králem Rámou VI., aby mohli být vyznamenání vojáci vracející se z války.
Přestože bylo Thajsko absolutistickou monarchií, byl tento řád udílen na základě rozhodnutí vojenské komise a král při výběru oceňovaných vojáků nehrál žádnou roli. V roce 1932 bylo udílení řádu pozastaveno, neboť do něho bylo od jeho založení jmenováno příliš mnoho lidí. Udílení řádu bylo obnoveno v roce 1960 Rámou IX. Ten také ve stejném roce rozhodl, že vybírání nových členů bude nadále v jeho vlastní kompetenci.

## Pravidla udílení
Řád je udílen příslušníkům ozbrojených sil a policie za mimořádnou oddanost při plnění služebních povinností v době míru i v době války. Udělen může být i zahraničním hlavám států, které jsou zároveň příslušníky ozbrojených sil. Původně bylo vyznamenání udíleno pouze v dobách války. Od roku 1960 může být uděleno i za službu v době míru.
Při udělení řádu vyšší třídy zůstávají oceněným i původní insignie, které jsou i nadále oprávněni nosit. Noví členové řádu skládají svému králi přísahu, ve které slibují svou věrnost zemi a lidu. Po složení přísahy se noví členové za přítomnosti krále a ostatních členů řádu napijí vody ze speciálního kalichu.

## Třídy
Řád je udílen v šesti třídách.
- rytíř velkokomandér (I. třída) – thajsky: เสนางคะบดี
  - Řádový odznak o velikosti 55 mm se nosí na široké stuze spadající z pravého ramene na levý bok. Řádová hvězda se nosí nalevo na hrudi.
- rytíř komandér (II. třída) – thajsky: มหาโยธิน
  - Řádový odznak o velikosti 55 mm se nosí na stuze kolem krku. Řádová hvězda se nosí nalevo na hrudi.
- komandér (III. třída) – thajsky: โยธิน
  - Řádový odznak o velikosti 55 mm se nosí na stuze kolem krku. Řádová hvězda této třídě již nenáleží.
- společník (IV. třída) – thajsky: อัศวิน
  - Řádový odznak o velikosti 45 mm se nosí na stuze bez rozety nalevo na hrudi.
- člen nebo Rámova medaile za statečnost v boji (V. třída) – thajsky: เหรียญรามมาลาเข็มกล้ากลางสมร
  - Stříbrná medaile o velikosti 45 mm se nosí na stuze se stříbrnou sponou nalevo na hrudi.
- Rámova medaile (VI. třída) – thajsky: เหรียญรามมาลา
  - Stříbrná medaile o velikosti 45 mm se nosí na stuze bez spony nalevo na hrudi.

rytíř velokomandér
rytíř komandér
komandér
společník
V. třída
VI. třída

## Insignie
Řádový odznak je oválného tvaru. Uprostřed je černě smaltovaný medailon se stylizovanou postavou krále Ramathibodiho I. bojujícího s Kméry. Medailon je lemován zlatým ornamentem. V případě medailí je výjev stejný, chybí však ozdobný ornamentem i pokrytí smaltem a medaile jsou stříbrné nikoliv zlaté.

Stuha z hedvábí je černá se dvěma červenými pruhy při obou okrajích.

Insignie III. třídy
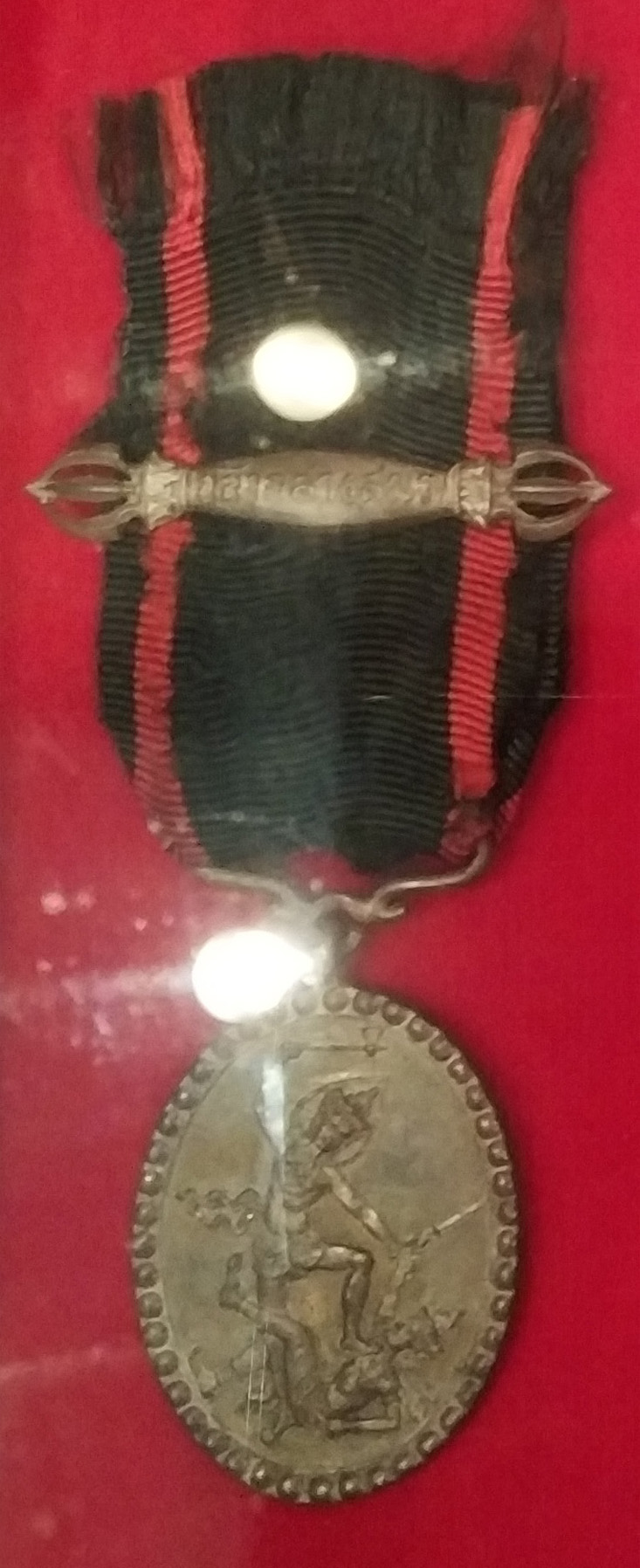
Insignie V. třídy, přední strana
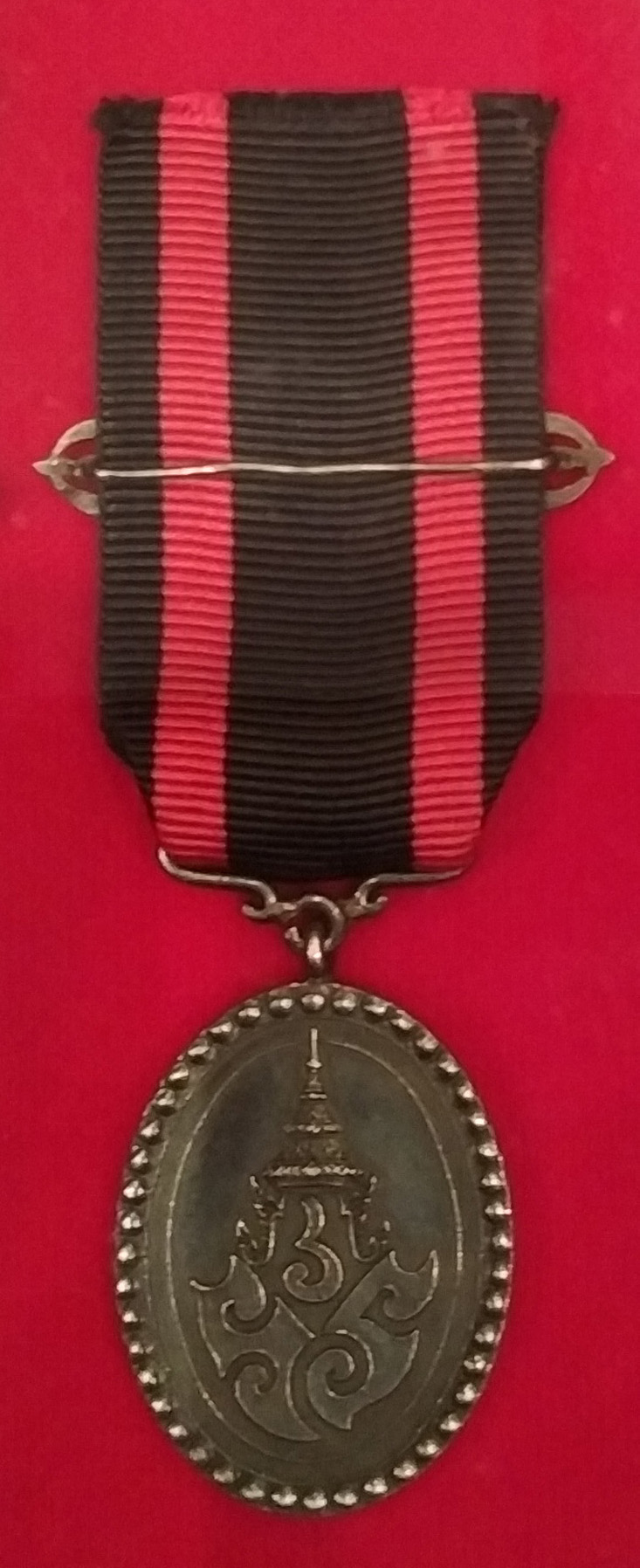
Insignie V. třídy, zadní strana